# Carlos Guillermo Haydón
Carlos Guillermo Haydón (Caracas, Venezuela 1976. március 25. –) venezuelai színész és modell.

## Élete
Carlos Guillermo Haydón 1976. március 25-én született Caracas-ban Corina Otamendi fiaként.
Karrierjét modellként kezdte. 1996-ban szerepet kapott a Csábító napsugár című telenovellában.
2007. november 30-án feleségül vette a venezuelai modell és színésznőt, Eileen Abadot. 2011. január 10-én született meg kisfiúk, Christopher. 2013-ban elvált feleségétől.

## Filmjei
Telenovellák, tv-sorozatok
| Év        | Eredeti Cím                  | Cím                 | Szerep                     |
| --------- | ---------------------------- | ------------------- | -------------------------- |
| 1996      | Sol de tentación             | Csábító napsugár    |                            |
| 1998      | Reina de corazones           |                     | Adriano Vicentelli         |
| 1999      | Luisa Fernanda               |                     | Víctor                     |
| 2000      | Mariú                        |                     | Romerito                   |
| 2000      | Angélica pecado              | Angélica            | Darío Godoy                |
| 2001      | La Soberana                  |                     | Pancho Pepe Benavides      |
| 2002      | Trapos íntimos               |                     | Mauricio Rossi             |
| 2004      | ¡Qué buena se puso Lola!     |                     | Julio Bravo                |
| 2006      | Y los declaro marido y mujer |                     | Efraín Tovar               |
| 2006      | Decisiones                   |                     |                            |
| 2010      | Si me miran tus ojos         | Határtalan szerelem | Fernando Salaverry         |
| 2010      | Salvador de Mujeres          |                     | Salvador 'El Tigre' Valdez |
| 2011      | La viuda joven               |                     | Tomás Rulfo                |
| 2011-2012 | Corazón apasionado           | Csók és csata       | Diego Lozada               |
| 2012      | Dulce amargo                 |                     | Héctor Linares             |

## Fordítás
Ez a szócikk részben vagy egészben  a   Carlos Guillermo Haydon című spanyol Wikipédia-szócikk fordításán alapul.  Az eredeti cikk szerkesztőit annak laptörténete sorolja fel. Ez a jelzés csupán a megfogalmazás eredetét és a szerzői jogokat jelzi, nem szolgál a cikkben szereplő információk forrásmegjelöléseként.